# Капітан морського порту
Капітан морського порту — посадова особа, яка забезпечує додержання встановленого правопорядку і правил безпеки мореплавства у морському порту. Керівник лоцманської, рятувальної та сигнальної служб порту. Забезпечує нагляд за дотриманням вимог щодо запобігання забрудненню навколишнього природного середовища; оформлення приходу суден у порт і виходу з порту. Ця посада вимагає різнобічної кваліфікації  та має високий престиж в морській галузі.
Капітанами порту можуть бути державні службовці, а також офіцери (різного рангу) військово-морського флоту даної держави. У Великій Британії, коли капітан порту є офіцером Королівського військово-морського флоту, він використовує назву Harbourmaster королеви (або короля). У США капітан порту є офіцером берегової охорони, що має назву капітан порту (COTP). Часто, крім обов'язків, характерних для їхніх колег з інших країн, він також несе відповідальність за певний прибережний сектор, значно ширший, ніж акваторія, пов'язана з портом.